# Enfermedad de Schindler
La enfermedad de Schindler, también conocida como enfermedad de Kanzaki o deficiencia de alfa-N-acetilgalactosaminidasa, es una enfermedad rara que se encuentra en los humanos. Este trastorno de almacenamiento lisosomal está causado por una deficiencia de la enzima alfa-NAGA (alfa-N-acetilgalactosaminidasa) atribuida a mutaciones en el gen NAGA en el cromosoma 22,, lo cual lleva a una acumulación excesiva de glucoproteínas en los lisosomas. La deficiencia de la enzima alfa-NAGA lleva a una acumulación de glicoesfingolípidos en todo el cuerpo. Esta acumulación de azúcares da lugar a las características clínicas asociadas con este trastorno. La enfermedad de Schindler es un trastorno autosómico recesivo, lo cual significa que es necesario heredar un alelo anómalo de ambos padres para contraer la enfermedad.

## Variantes
Existen tres variantes principales de esta enfermedad, cada una con sus propios síntomas distintivos.
Variante I: Es forma infantil en la cual los bebés se desarrollan normalmente hasta aproximadamente un año. En ese momento, el niño afectado comenzará a perder habilidades previamente adquiridas relacionadas con la coordinación del cuerpo y la coordinación mental. Además, pueden aparecer síntomas neurológicos y neuromusculares adicionales como la disminución del tono muscular, la debilidad, movimientos oculares rápidos e involuntarios (nistagmo), la pérdida de visión y las convulsiones. Con el tiempo, los síntomas empeoran y los niños afectados por este trastorno experimentan una disminución de la capacidad para mover ciertos músculos debido a la rigidez muscular. La capacidad de responder a estímulos externos también disminuirá. Otros síntomas incluyen la Distrofia neuroaxonal infantil, la decoloración de la piel y telangiectasia o dilatación de los vasos sanguíneos.
Variante II: Es forma adulta en la cual los síntomas son más leves y pueden no aparecer hasta que la persona tenga 30 años. Unos de los posibles síntomas es el angioqueratoma, un aumento en la rugosidad de los rasgos faciales y un leve deterioro intelectual. 
Variante III: Se considera un trastorno intermedio. Los síntomas varían y pueden ser más graves con convulsiones y discapacidad intelectual o menos graves con retraso en el habla, problemas de conducta y/o unos rasgos parecidos al autismo leve.

## Causa
El depósito lisosomal (Glucoproteinosis) es debido a deficiencia de la enzima alfa-NAGA, que es codificada por el gen alfa-N-acetilgalactosaminidasa (gen NAGA). Este gen se ubica en el cromosoma 22 (humano), brazo largo (q), banda 13.2. No todos los portadores de mutaciones en NAGA desarrollan síntomas neurológicos. Se han identificado diferentes mutaciones en el gen NAGA.

## Diagnóstico
Se puede emplear la amniocentesis o el muestro de vellosidades coriónicas para detectar la enfermedad antes del nacimiento. Después del nacimiento, la enfermedad de Schindler puede diagnosticarse mediante análisis de orina, pruebas de sangre y biopsias de piel. Asimismo, las pruebas genéticas son una opción válida, ya que las diferentes formas de la enfermedad han sido vinculadas al mismo gen en el cromosoma 22. Sin embargo, las mutaciones específicas de este gen son responsables de las variantes de inicio infantil y adulto de la enfermedad. El Registro de Pruebas Genéticas ofrece información detallada sobre las pruebas disponibles para esta condición.

## Tratamiento
Los bebés con la forma infantil de la enfermedad de Schindler suelen fallecer dentro de los primeros cuatro años de vida, por lo que el tratamiento es principalmente paliativo. Por otro lado, la enfermedad de Schindler tipo II, que se caracteriza por un inicio tardío de los síntomas, no presenta degeneración neurológica. Actualmente, no existe una cura conocida para esta enfermedad, aunque se han probado trasplantes de médula ósea, los cuales han tenido éxito en la creación de otros trastornos de las glicoproteínas. [cita requerida]

## Historia
La enfermedad de Schindler fue nombrada en honor al Dr. Detlev Schindler (nacido en 1946), autor principal de un artículo ese 1988 que describió la enfermedad. También lleva el nombre del bioquímico y médico japonés Hiro Kanzaki (nacido en 1949), quien amplió el conocimiento sobre esta condición y publicó investigaciones al respecto en 2006. [cita requerida]

## Lectura adicional
- Reference, Genetics Home. «Schindler disease». Genetics Home Reference. Consultado el 27 de diciembre de 2016.

- Datos: Q310335